# Khu bảo tồn thiên nhiên Gamla

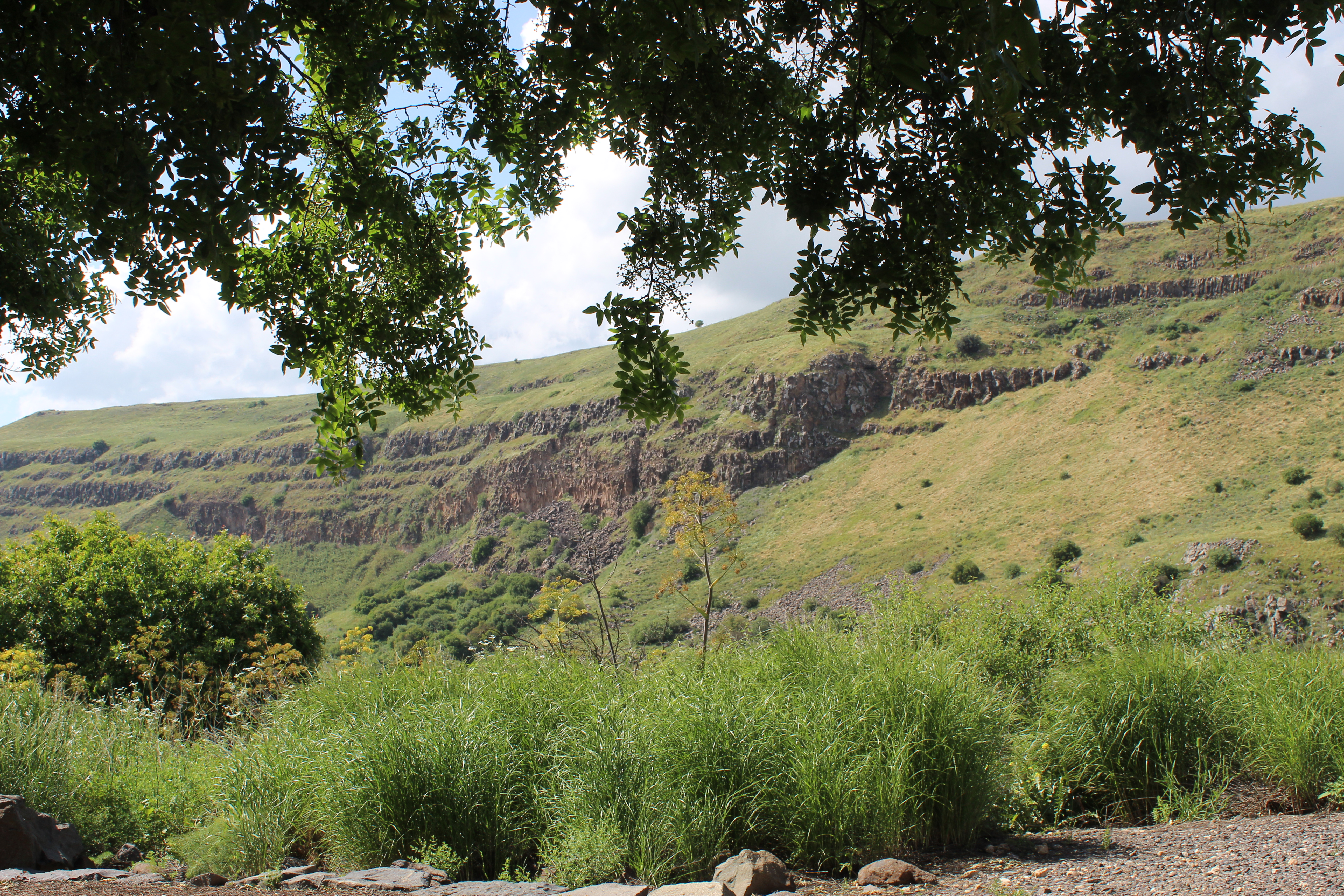
Địa hình núi gần Gamla

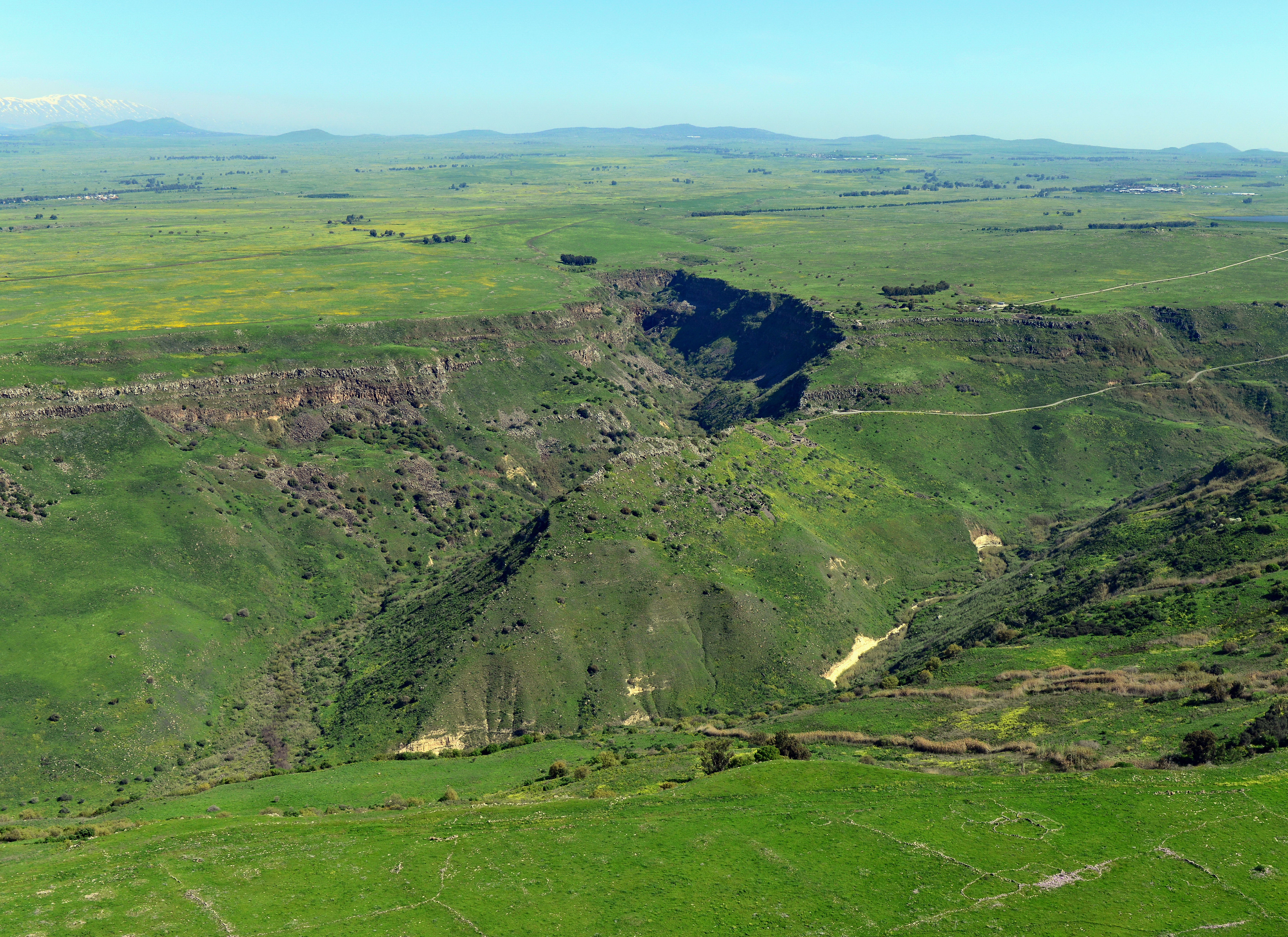
Nhìn từ trên không

Khu bảo tồn thiên nhiên Gamla là khu bảo tồn thiên nhiên và địa điểm khảo cổ nằm ở trung tâm Cao nguyên Golan, khoảng 20 km về phía nam đến khu định cư Katzrin của Israel.
Khu bảo tồn thiên nhiên trải dài dọc theo hai con suối, Gamla và Daliot, và bao gồm các điểm tham quan tự nhiên và khảo cổ. Trong số trước đây là đàn chim kền kền lớn nhất ở Israel, nhiều loài chim săn mồi khác, trong số nhiều loại động vật hoang dã và thực vật hoang dã. Trong số thứ hai là những thành phố cổ Gamla và thời đại đồ đồng Dolmen lĩnh vực chứa 716 mộ đá. Ở đầu suối Gamla có một thác nước cao 51 mét, cao nhất ở Israel và các vùng chiếm đóng của Israel, mà khô cạn vào mùa hè và mùa thu.
Khu bảo tồn cũng có một số địa điểm khác, chẳng hạn như một đài tưởng niệm và tàn tích của một ngôi làng thời Byzantine. Đài tưởng niệm dành riêng cho những người định cư Golan Heights của người Do Thái đã thiệt mạng trong các cuộc chiến tranh ở Israel và là kết quả của các cuộc tấn công khủng bố; Phần còn lại của ngôi làng Kitô giáo từ thế kỷ thứ 4 thế kỷ thứ 7, được biết đến với tên tiếng Ả Rập là Deir Qeruh, bao gồm một tu viện được bảo tồn tốt, tập trung quanh một nhà thờ với một lối đi vuông - một đặc điểm được biết đến từ Syria cổ đại và Jordan, nhưng không có trong các nhà thờ phía tây sông Jordan.